# Фридрих III фон Регенсбург
Фридрих III фон Регенсбург също Фридрих II фон Боген (на немски: Friedrich III Domvogt von Regensburg; Friedrich II von Bogen; † 29 октомври 1120) е граф на Боген и катедрален (дом) фогт на Регенсбург.

## Произход
Той е от източнобаварската фамилия на „графовете фон Боген“, клон на Бабенбергите. Син е на домфогт Фридрих II фон Регенсбург († 1095/1096/1100) и съпругата му Тута фон Регенсбург, дъщеря на домфогт Хартвиг I фон Регенсбург, или съпругата му Аделхайд фон Ваймар-Истрия-Крайна († 1122) от фамилията Ваймар-Орламюнде, дъщеря на маркграф Улрих I от Истрия-Крайна († 1070) и София Унгарска († 1095), дъщеря на унгарския крал Бела I († 1063) и Тута фон Формбах († сл. 1070). Дядо му Фридрих I фон Регенсбург († 1075), който е индетичен с Фридрих II фон Дисен, също е от 1035 г. фогт на Регенсбург. Брат е на Удалрих (Улрих) II († 1125), епископ на Айхщет (1117 – 1125), Хартвих фон Регенсбург († сл. 1120) и Тута фон Регенсбург († 1100?).

## Фамилия
Фридрих III фон Регенсбург се жени за Лиутгард фон Виндберг-Рателберг († 16 януари 1157?), дъщеря на граф Улрих III фон Рателберг-Виндберг († 1097) и Матилда фон Хам († сл. 1125), дъщеря на граф Рапото IV фон Хам († 1080). Те имат три деца:
- Аделхайд фон Регенсбург-Вилдберг († 1157]), графиня на Вилдберг, омъжена за граф Ернст I фон Хоенбург († сл. 1222)
- Енгелбург/Енгелберг фон Регенсбург, монахиня в Нидермюнстер в Регенсбург
- Фридрих IV (III) фон Регенсбург († 11 април 1148, погребан в Йерусалим), женен I. 1124 г. за принцеса Сватава (Лиутгард) от Бохемия († 19. февруари сл. 1146), II. ок. 1134 г. за маркграфиня Юта/Юдит фон Фобург († 20 март 1175), дъщеря на маркграф Диполд III фон Фобург